# Rari
Rari (en mapudungun, un type de buisson ou arbuste) est un village dans la commune (comuna) chilienne de Colbún, province de Linares, région du Maule, situé dans les collines au pied des Andes. Le village est situé à proximité des centres thermales de Panimávida et de Quinamávida et à moins de 20 kilomètres au nord-est de Linares, le chef-lieu provincial.
Les créations artisanales multicolores faites à la main en crin de cheval sont parmi les activités les plus importantes dans le secteur. Ces objets d'art sont réalisés par des groupes de femmes très habiles, spécialisées dans ce métier. Certaines d'entre elles ont consacré plus de soixante-dix années de leurs vies à ce métier.
Rari et les villages environnants (Paso Rari, San Francisco de Rari) comptent 1 300 habitants. Les coordonnées géographiques de Rari sont : latitude: 35° 46'0 Sud, longitude : 71° 25'0 Ouest, altitude: 246 mètres.